# NGC 5071
NGC 5071 é uma galáxia espiral (S) localizada na direcção da constelação de Virgo. Possui uma declinação de +07° 56' 10" e uma ascensão recta de 13 horas, 18 minutos e 37,1 segundos.
A galáxia NGC 5071 foi descoberta em 25 de Março de 1865 por Albert Marth.